# V-1

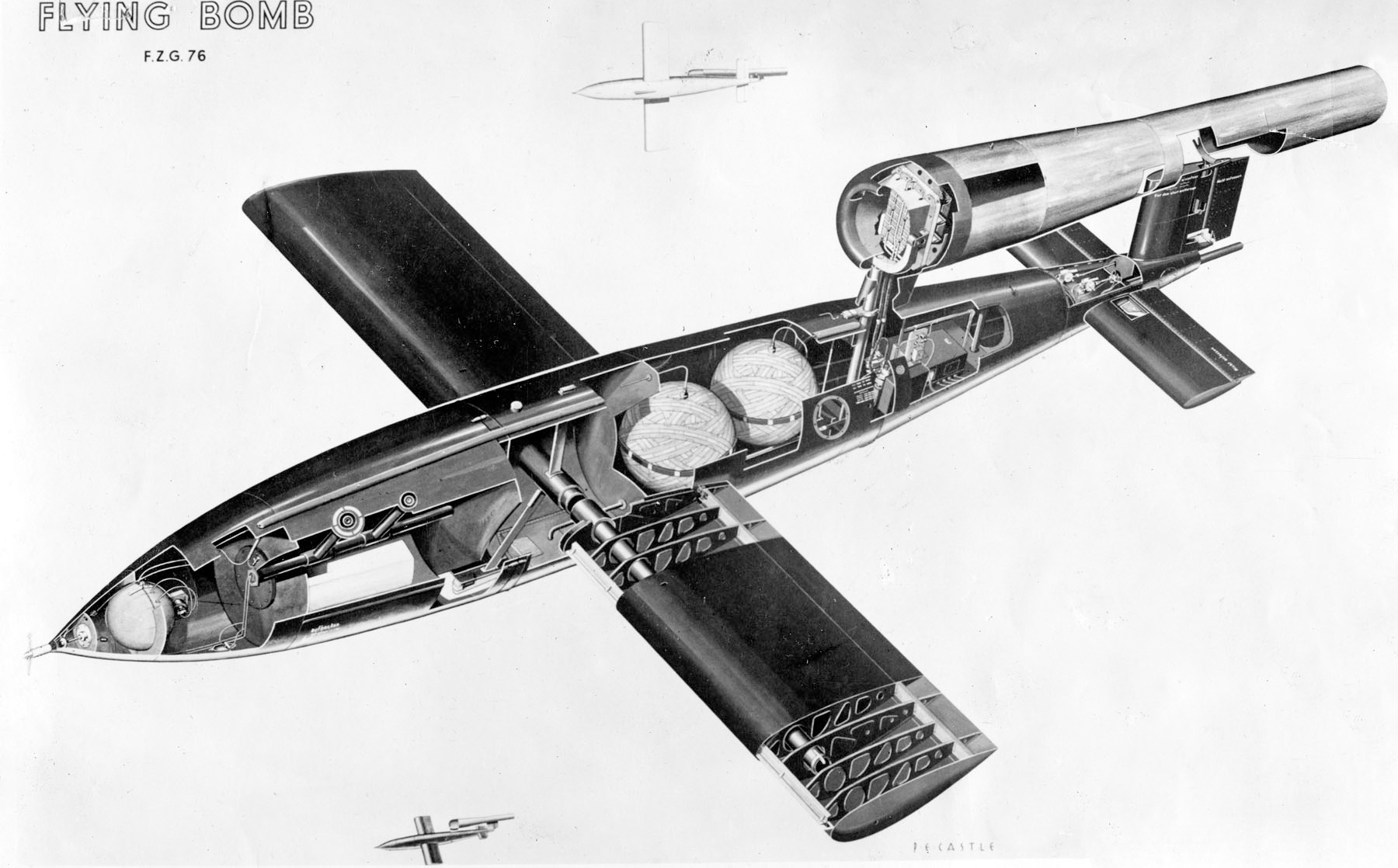
Ritning av V-1.

V-1, Vergeltungswaffe 1 ("Vedergällningsvapen 1") eller Fieseler Fi 103, var ett aerodynamiskt robotvapen som användes av Nazityskland under andra världskriget.
Över 10 000 V-1 avfyrades under kriget – varav ungefär hälften beräknats ha träffat sina mål. Inledningsvis var målet London, där den första V-1 slog ned den 13 juni 1944. Staden fick sedan ta emot knappt 2 500 träffar av V-1, vilket dödade ungefär 6 000 engelsmän och allvarligt sårade tre gånger så många. När kriget gick mot sitt slut riktades vapnen istället mot städer i Belgien vilka tillsammans träffades av ett lika stort antal robotar.
Utvecklingen av V-1 skedde vid den tyska försöksanläggningen Heeresversuchsanstalt i Peenemünde på ön Usedom. Motorn var en enkel pulsjetmotor med en verkningsgrad på 2–3 procent, monterad i en motorgondol ovanför robotkroppen. Eftersom förbränningen i denna typ av motor sker intermittent, gav V-1 ifrån sig ett mycket karakteristiskt pulserande ljud.
V-1 roboten var väldigt sårbar om den upptäcktes. En hel del av de avfyrade robotarna blev nedskjutna av luftvärn. De var också ett lätt byte för de brittiska och amerikanska P-47 Thunderbolt- och P-51 Mustang-jaktplanen. Då roboten inte hade så hög medelhastighet kunde jaktplanen i de flesta fall flyga fortare än roboten. En pilot som hade fått slut på ammunition lyckades ändå sänka en robot, genom att lägga spetsen på sin vinge under V-1 robotens vinge och därmed öka övertrycket på undersidan av robotens vinge, vilket fick den att kantra och störta. Roboten i sig var inte heller tillförlitlig. Många störtade i havet innan de ens nått engelska kusten. Vissa robotar fick också fel på styrsystemet och kraschade på engelska landsbygden några mil öster eller väster om London.
Styrsystemet var tämligen enkelt. En magnetkompass såg till att roboten höll konstant kurs mot målet och en barometer kontrollerade höjden. Två stycken gyroskop stabiliserade roboten i rolled och tippled. Hastigheten reglerades med hjälp av en tryckmätare och ett pitotrör, vilket gav roboten en konstant indikerad kurshastighet. För att mäta flygsträckan var V-1 försedd med en liten propeller i nosen. När propellern på grund av luftströmmen roterat ett förutbestämt antal varv löstes en fjäder ut. Fjädern påverkade höjdrodret som fick roboten att dyka. Vid dykning ströps bränsletillförseln till motorn och denna slocknade.
10KhN var en mobil sovjetisk variant av V-1-roboten som tillverkades 1952.